# Heliciopsis henryi
Heliciopsis henryi är en tvåhjärtbladig växtart som först beskrevs av Friedrich Ludwig Diels, och fick sitt nu gällande namn av Wen Tsai Wang. Heliciopsis henryi ingår i släktet Heliciopsis och familjen Proteaceae. Inga underarter finns listade i Catalogue of Life.